# Raul I di Vermandois
Rodolfo I di Vermandois detto il Prode (o il Guercio), conosciuto anche come Raul di Crépy , in francese è noto come Raoul Ier de Vermandois le Vaillant, o anche le Borgne (cioè cieco, da un occhio), (1085 – 14 ottobre 1152) fu conte di Vermandois e di Valois dal 1101 alla sua morte e, dal 1134, fu Siniscalco di Francia.

## Origine
Secondo la Genealogiæ Scriptoris Fusniacensis Rodolfo era il figlio maschio primogenito del conte e della contessa di Vermandois e di Valois, Ugo I il Grande e Adelaide IV, che, secondo il De Genere Comitum Flandrensium, Notæ Parisienses era figlia del Conte di Vermandois e di Valois, Erberto IV e della moglie, Adelaide del Vexim o di Valois, che secondo la Chronica Albrici Monachi Trium Fontium, era figlia di Rodolfo IV di Vexin e di Adele di Bar-sur-Aube.
Ugo I il Grande, secondo l'Actus 10 del Hugonis Floriacensis, Liber qui Modernorum Regum Francorum continet era il figlio terzogenito del re di Francia Enrico I e di Anna di Kiev, che era figlia di Jaroslav I il Saggio sovrano della Rus' di Kiev.

## Biografia
Secondo il monaco e cronista inglese Orderico Vitale nel 1096 suo padre Ugo il Grande lasciò a Rodolfo e al fratello Enrico il governo dei suoi territori (Radulfo et Henrico filiis suis, terram suam commisit); infatti
in quell'anno suo padre si aggregò ai Crociati, che partivano per la Terra Santa, a capo del contingente francese, come conferma il cronachista Guglielmo, arcivescovo della città di Tiro, nell'odierno Libano, nel Caput XVII del suo Historia rerum in partibus transmarinis gestarum, e, secondo l'Alessiade, Volume 2, fu il primo crociato a raggiungere Costantinopoli, dopo avere perso quasi tutti i suoi cavalieri, a causa di una terribile tempesta, che salvò solo la nave su cui si trovava Ugo, che, presa terra a Durazzo, fu condotto a Costantinopoli, ricevuto e sovvenzionato, dall'imperatore bizantino Alessio I Comneno.
Dopo la Presa di Antiochia, dove si guadagnò il soprannome di "Grande", i turchi Danishmendidi giunsero a loro volta ad assediare la città conquistata dai Crociati e Ugo il Grande fu inviato a Costantinopoli per chiedere aiuti ad Alessio I, ma avendo ottenuto un rifiuto non fece più ritorno ad Antiochia e nel 1098 ritornò in Francia, senza avere assolto il suo votum crucis.
La presa di Gerusalemme lo coprì di vergogna e, per riparare al suo atteggiamento fedifrago Ugo il Grande nel 1101 organizzò un esercito, con Guglielmo IX d'Aquitania, Oddone I di Borgogna (che assieme a Ugo non aveva adempiuto al voto di partecipare alla crociata), e Guelfo di Baviera. Questo esercito, che si era reso colpevole di saccheggi attraversando il territorio bizantino, giunto a Costantinopoli si divise in due colonne. Secondo lo storico britannico e noto medievalista e bizantinista Steven Runciman la colonna di Ugo venne attaccata e distrutta in un'imboscata da Qilij Arslan, dove Ugo venne ferito; i sopravvissuti raggiunsero Tarso, in Cilicia, dove Ugo di Vermandois il 18 agosto morì per le ferite riportate. Anche la Chronique de Robert de Torigni, abbé du Mont-Saint-Michel riporta la morte di Ugo a Tarso (Mortuus est et Hugo Magnus apud Tarsum) e ci conferma che a Ugo succedette il figlio maschio primogenito, Rodolfo (successi ei Rodulfus filius ejus), come Rodolfo I.
Dopo essere rimasta vedova la madre di Raul, Adelaide, si risposò con Rinaldo II conte di Clermont, figlio di Ugo I e di Margherita di Roucy.
Nel 1114 Rodolfo e la madre, Adelaide, secondo il Cartulaire de l'Abbaye de SaintCorneille de Compiègne 877-1216 assieme ai fratelli fecero due donazioni:
- la prima, documento n° XXXIV, assieme ai fratelli, Enrico e Simone al monastero di Saint Corneille di Compiègne[13].
- la seconda, documento n° XXXV, assieme al fratello, Enrico, sempre al monastero di Saint Corneille di Compiègne[14].

Nel 1117 il re di Francia Luigi VI il Grosso restituì ad Adelaide la Contea di Amiens, che era stata sottratta a suo zio Simone e che alla sua morte, nel 1122 circa, lasciò alla figlia di secondo letto Margherita, sposata al conte della Fiandra Carlo I.
Rodolfo sostenne suo cugino, il re Luigi VI il Grosso e poi il figlio di quest'ultimo Luigi VII il Giovane contro i nobili ribelli.
Nel 1124 il re d'Inghilterra e duca di Normandia Enrico I Beauclerc si alleò con il proprio genero, l'imperatore germanico Enrico V, che invase la Contea di Champagne arrivando sino a Reims, dove si fermò, perché lo attendeva un imponente esercito (la maggior parte dei feudatari francesi si era allineata con il proprio re, Luigi VI il Grosso, anche coloro che dieci anni prima si erano alleati con il re d'Inghilterra, Enrico I Beauclerc., di cui faceva parte anche Rodolfo di Vermandois e che lo costrinse a rientrare in Germania.
Nel 1129, alla presa di Livry, perse un occhio.
L'anno seguente, all'assedio di Coucy, ferì a morte Tommaso di Marle, che aveva ucciso suo fratello minore Enrico (1091-1130), e, che da quindici anni, con violenze e rapine, imperversava nel Regno di Francia; Rodolfo aveva convinto il re Luigi VI a organizzare una spedizione contro Tommaso che era signore di Coucy e di Boves.
Nel 1134 Rodolfo venne nominato Siniscalco di Francia, il comandante dell'esercito francese, da Luigi VI, dopo quattro anni che il titolo era vacante.
Con il documento n° 4070 del Recueil des chartes de l'abbaye de Cluny. Tome 5, del 1140, l'abate di Cluny riconosce Rodolfo come un benefattore del monastero stesso.
Nel 1138 erano arrivate alla corte di Francia la nuova regina, la moglie del re di Francia Luigi VII Eleonora d'Aquitania (Bordeaux, 1122 – Fontevrault, 1204), duchessa d'Aquitania e Guascogna, e la sua giovane sorella, Petronilla d'Aquitania, che si invaghì del maturo Rodolfo, che fu sollecitato dalla regina a ripudiare la moglie, Eleonora di Blois, con tanta insistenza che nel 1142 Rodolfo si fece convincere, ripudiò così Eleonora e sposò Petronilla, figlia secondogenita del duca Guglielmo X il Tolosano e di Aénor di Châtellerault, figlia del visconte Americo I di Châtellerault e della Maubergeon, l'amante di suo nonno Guglielmo IX il Trovatore.
Il re aveva convinto tre vescovi del Regno di Francia, Bartolomeo di Giura, vescovo di Laon, Pierre, vescovo di Senlis e Simone di Noyon, vescovo di Noyon, a sciogliere il matrimonio di Rodolfo con Eleonora di Blois, adducendo motivi di consanguineità e permettendo così il matrimonio tra Rodolfo e Petronilla. Ma non molto tempo dopo, in un concilio a Lagny-sur-Marne, i tre vescovi troppo accomodanti vennero scomunicati e la loro decisione annullata, il nuovo matrimonio considerato non valido e le contee furono poste sotto interdetto. Il papa Innocenzo II, visto che continuavano a vivere come marito e moglie, scomunicò Rodolfo e Petronilla.
Siccome Lagny-sur-Marne era nella Contea di Champagne feudo di Tebaldo IV di Blois, fratello di Eleonora, la moglie ripudiata da Rodolfo il re prese il fatto come un'offesa personale e decise d'intervenire in favore di Petronilla e Rodolfo invadendo la contea di Champagne.
Nello stesso anno (1142), Tebaldo IV di Blois, per cercare di fare recedere dalla sua decisione Rodolfo, entrò in conflitto contro di lui, che si era alleato al Re di Francia, Luigi VII.
Durante il conflitto, a seguito della conquista della città di Vitry-en-Perthois, anche sul regno di Francia e sulla coppia reale, ancora senza figli, cadde l'Interdetto della Chiesa.
Nel 1143 si arrivò alla pace su consiglio di Bernardo di Chiaravalle, la contea di Champagne fu evacuata e gli interdetti furono ritirati, ma dato che Rodolfo e Petronilla rifiutarono di separarsi vennero scomunicati per la seconda volta.
Luigi VII e Rodolfo allora invasero nuovamente la contea di Champagne, mentre il conte Tebaldo dette vita a una lega con i conti di Fiandra e Soissons, per opporsi al re di Francia e il conflitto divenne sempre più aspro.
Dopo la morte di Innocenzo II, con la nomina del papa Celestino II (26 settembre 1143), Bernardo di Chiaravalle e il consigliere politico di Luigi VII, l'abate dell'Abbazia di Saint-Denis, Sigerio cominciarono a fare pressione sul giovane re affinché mettesse fine al conflitto. Alla fine del conflitto, nel 1144, l'esercito di Rodolfo con le truppe reali avevano occupato la contea di Champagne.
Ma dopo che la contea di Champagne era stata restituita a Tebaldo, e nello stesso tempo il vescovo Pietro della Châtre aveva riavuto l'arcivescovato di Bourges, in quanto i reali di Francia avevano seguito il consiglio di Sigerio e di Bernardo di Chiaravalle, a Rodolfo e Petronilla, che non erano tornati sulla loro decisione, continuando a convivere nonostante che il loro matrimonio fosse stato annullato, fu confermata la scomunica.
Quando Luigi VII, nel 1147, partì per la seconda crociata, Rodolfo rimase in Francia con Sigerio, che fu reggente e governò il regno di Francia sino al rientro del re, nel 1149.
Il matrimonio con Petronilla terminò nel 1151, con la separazione tra Petronilla e Rodolfo, contemporaneamente al raffreddarsi del rapporto tra la sorella di Petronilla, Eleonora, e il re di Francia, Luigi VII, che si separarono nel 1152.
Rodolfo morì in quello stesso anno (Mortuus est etiam Radulfus de Perrona comes Viromandorum), lasciando il titolo di conte di Vermandois al figlio di primo letto, Ugo (relinquents parvulum filium, nomine Hugonem) come ci conferma la Chronique de Robert de Torigni, abbé du Mont-Saint-Michel, Ugo II; il necrologio del Priorato di Saint-Martin-des-Champs, ci informa sul giorno della morte, il 13 ottobre (III Id Oct).

## Matrimoni e discendenza
Verso il 1120 Rodolfo aveva sposato in prime nozze Eleonora di Blois, la figlia ultimogenita del conte di Blois, Châteaudun, Chartres e Meaux, oltre che signore di Sancerre, Stefano II di Blois, e di Adele d'Inghilterra, figlia del duca di Normandia e re d'Inghilterra, Guglielmo il Conquistatore e di Matilde delle Fiandre(1032 - 1083).
Rodolfo ebbe da Eleonora un figlio:
- Ugo (1127-1212), conte di Vermandois e Valois, che abdicò passando i suoi possedimenti al fratellastro Rodolfo, per farsi monaco, nel 1160; fu canonizzato nel 1677[33].

Nel 1142 Rodolfo, dopo avere ripudiato Eleonora, come ci conferma la Chronica Albrici Monachi Trium Fontium, sposò in seconde nozze Petronilla d'Aquitania, che, secondo la Chronique de Guillaume de Nangis, era la figlia femmina secondogenita del duca di Aquitania, duca di Guascogna e conte di Poitiers, Guglielmo X il Tolosano e della sua prima moglie, Aénor di Châtellerault ( † dopo il 1130), figlia del visconte Americo I di Châtellerault e della Maubergeon, che al momento della sua nascita era l'amante di suo nonno Guglielmo IX il Trovatore.Rodolfo da Petronilla ebbe tre figli:
- Elisabetta (1143-1183), contessa di Vermandois e di Valois, che sposò Filippo d'Alsazia, conte delle Fiandre[35];
- Rodolfo (1145-1167), conte di Vermandois e di Valois[37];
- Eleonora[2](1152-dopo il 1222), contessa putativa di Vermandois.

Il matrimonio con Petronilla terminò nel 1151 e nel 1152 Rodolfo si sposò in terze nozze, come ci conferma la Flandria Generosa, con Lauretta o Loretta d'Alsazia, figlia di Teodorico di Alsazia, conte delle Fiandre.
Da Loretta non ebbe alcun figlio.

## Ascendenza
|                          |                        |                             | Genitori                   |  |  | Nonni |  |  | Bisnonni              |  |  | Trisnonni  |  |
|                          |                        |                             |                            |  |  |       |  |  | Roberto II di Francia |  |  | Ugo Capeto |  |
|                          |                        |                             |                            |  |  |       |  |  | Roberto II di Francia |  |  | Ugo Capeto |  |
|                          |                        | Adelaide d'Aquitania        |                            |  |  |       |  |  | Roberto II di Francia |  |  |            |  |
| Enrico I di Francia      |                        |                             |                            |  |  |       |  |  | Roberto II di Francia |  |  |            |  |
|                          |                        | Costanza d'Arles            | Guglielmo I di Provenza    |  |  |       |  |  |                       |  |  |            |  |
|                          |                        | Costanza d'Arles            | Guglielmo I di Provenza    |  |  |       |  |  |                       |  |  |            |  |
|                          |                        | Costanza d'Arles            | Adelaide d'Angiò           |  |  |       |  |  |                       |  |  |            |  |
| Ugo I di Vermandois      |                        | Costanza d'Arles            |                            |  |  |       |  |  |                       |  |  |            |  |
|                          |                        | Jaroslav I di Kiev          | Vladimir I di Kiev         |  |  |       |  |  |                       |  |  |            |  |
|                          |                        | Jaroslav I di Kiev          | Vladimir I di Kiev         |  |  |       |  |  |                       |  |  |            |  |
|                          |                        | Jaroslav I di Kiev          | Rogneda di Polack          |  |  |       |  |  |                       |  |  |            |  |
| Anna di Kiev             |                        | Jaroslav I di Kiev          |                            |  |  |       |  |  |                       |  |  |            |  |
|                          |                        | Ingegerd Olofsdotter        | Olof III di Svezia         |  |  |       |  |  |                       |  |  |            |  |
|                          |                        | Ingegerd Olofsdotter        | Olof III di Svezia         |  |  |       |  |  |                       |  |  |            |  |
|                          |                        | Ingegerd Olofsdotter        | Estrid degli Obotriti      |  |  |       |  |  |                       |  |  |            |  |
| Raul I di Vermandois     |                        | Ingegerd Olofsdotter        |                            |  |  |       |  |  |                       |  |  |            |  |
|                          | Ottone I di Vermandois | Erberto III di Vermandois   |                            |  |  |       |  |  |                       |  |  |            |  |
|                          | Ottone I di Vermandois | Erberto III di Vermandois   |                            |  |  |       |  |  |                       |  |  |            |  |
|                          | Ottone I di Vermandois | Ermengarde de Bar-sur-Seine |                            |  |  |       |  |  |                       |  |  |            |  |
| Erberto IV di Vermandois | Ottone I di Vermandois |                             |                            |  |  |       |  |  |                       |  |  |            |  |
|                          |                        | Pavia                       | …                          |  |  |       |  |  |                       |  |  |            |  |
|                          |                        | Pavia                       | …                          |  |  |       |  |  |                       |  |  |            |  |
|                          |                        | Pavia                       | …                          |  |  |       |  |  |                       |  |  |            |  |
| Adelaide di Vermandois   |                        | Pavia                       |                            |  |  |       |  |  |                       |  |  |            |  |
|                          |                        | Raoul IV del Vexin          | Raoul III del Vexin        |  |  |       |  |  |                       |  |  |            |  |
|                          |                        | Raoul IV del Vexin          | Raoul III del Vexin        |  |  |       |  |  |                       |  |  |            |  |
|                          |                        | Raoul IV del Vexin          | Adèle de Breteuil          |  |  |       |  |  |                       |  |  |            |  |
| Adele di Valois          |                        | Raoul IV del Vexin          |                            |  |  |       |  |  |                       |  |  |            |  |
|                          |                        | Adèle de Bar-sur-Aube       | Nocher III di Bar-sur-Aube |  |  |       |  |  |                       |  |  |            |  |
|                          |                        | Adèle de Bar-sur-Aube       | Nocher III di Bar-sur-Aube |  |  |       |  |  |                       |  |  |            |  |
|                          |                        | Adèle de Bar-sur-Aube       | …                          |  |  |       |  |  |                       |  |  |            |  |
|                          |                        | Adèle de Bar-sur-Aube       |                            |  |  |       |  |  |                       |  |  |            |  |

### Fonti primarie
- (LA)  Monumenta Germaniae Historica, Scriptores, tomus IX.
- (LA)  Monumenta Germaniae Historica, Scriptores, tomus XIII.
- (LA)  Monumenta Germaniae Historica, Scriptores, tomus XXIII.
- (LA)  Acta Sanctorum, September, tomus VIII.
- (LA)  rerum in partibus transmarinis gestarum, libro I[collegamento interrotto].
- (LA)  HISTORIA HIEROSOLYMITANAE EXPEDITIONIS, libro II.
- (LA)  Chronique de Robert de Torigni, abbé du Mont-Saint-Michel.
- (LA)  Chroniques des comtes d'Anjou.
- (LA)  Chronique de Guillaume de Nangis.
- (LA)  Ordericus Vitalis, Historia Ecclesiastica, vol. II.
- (LA)  Orderic Vitalis (Prévost), Vol. III.
- (LA)  Recueil des chartes de l'abbaye de Cluny. Tome 5.
- (LA)  Cartulaire de l'Abbaye de SaintCorneille de Compiègne 877-1216.
- (IT)  l'Alessiade, Volume 2.
- (LA)  Obituaires de la province de Sens. Tome 1,Partie 1.

### Letteratura storiografica
- Louis Halphen, La Francia: Luigi VI e Luigi VII (1108-1180), in «Storia del mondo medievale», vol. V, 1999, pp. 705–739